# Juncus fauriei
Juncus fauriei là một loài thực vật có hoa trong họ Juncaceae. Loài này được Lév. & Vaniot mô tả khoa học đầu tiên năm 1904.